# مائونو نورمی
مائونو نورمی (فنلاندی: Mauno Nurmi; ۲۳ دسامبر ۱۹۳۶ – ۱۲ ژوئیهٔ ۲۰۱۸) بازیکن فوتبال و بازیکن هاکی روی یخ اهل فنلاند بود.
از باشگاه‌هایی که در آن بازی کرده‌است می‌توان به باشگاه فوتبال تورون پالوسئورا اشاره کرد.